# Edward Abbott (Maler)
Edward Abbott (auch Edward Abbot; * 1737; † 11. November 1791 in Hereford) war ein englischer Wappen-, Kutschen- und Landschaftsmaler.
Abbott lebte viele Jahre in Long Acre, London, wo er als Wappen- und Kutschenmaler renommiert war. Er schuf aber auch gefällige Landschaftsbilder. Gemeinsam mit dem Kupferstecher William Wynne Ryland bereiste er Frankreich und Italien. 1782 zog er sich nach Hereford zurück, wo er weiterhin als Künstler tätig war und nach langer Krankheit am 11. November 1791 im Alter von 54 Jahren starb.